# Emerson Santos
Emerson Raymundo Santos (Itaboraí, Río de Janeiro, Brasil, 5 de abril de 1995) es un futbolista brasileño. Juega de defensa central y su equipo actual es el Ponte Preta

## Trayectoria
Formado en las inferiores del Botafogo, Emerson Santos debutó con el primer equipo el 30 de abril de 2015, como titular en la victoria por 2-1 de visita sobre el Capivariano por la Copa de Brasil.
El 7 de mayo de 2015 fue promovido al primer equipo para jugar en la Serie B. Solo disputó un partido en la campaña en que su club logró el ascenso. Renovó su contrato con el club el 8 de diciembre.
El 16 de agosto de 2017 fichó por el Palmeiras.

## Estadísticas
Actualizado al último partido disputado el 10 de octubre de 2019.
| Botafogo · Brasil                                                                |               |               |    |    |    |    |    |   |   |    |    |   |
| 2.ª                                                                              | 2015          | 1             | 0  | -  | -  | 3  | 0  | - | - | 4  | 0  |   |
| 1.ª                                                                              | 2016          | 30            | 0  | 10 | 1  | 3  | 0  | - | - | 43 | 1  |   |
| 1.ª                                                                              | 2017          | 5             | 0  | -  | -  | 4  | 0  | 5 | 0 | 14 | 0  |   |
| Total club                                                                       | Total club    | 36            | 0  | 10 | 1  | 10 | 0  | 5 | 0 | 61 | 1  |   |
| Internacional · Brasil                                                           |               |               |    |    |    |    |    |   |   |    |    |   |
| 1.ª                                                                              | 2018          | 9             | 0  | -  | -  | -  | -  | 0 | 0 | 9  | 0  |   |
| 1.ª                                                                              | 2019          | 11            | 1  | 6  | 1  | 2  | 0  | 0 | 0 | 19 | 2  |   |
| Total club                                                                       | Total club    | 20            | 1  | 6  | 1  | 2  | 0  | 0 | 0 | 28 | 2  |   |
| Palmeiras · Brasil                                                               |               |               |    |    |    |    |    |   |   |    |    |   |
| 1.ª                                                                              | 2018          | 0             | 0  | 0  | 0  | 0  | 0  | 2 | 0 | 2  | 0  |   |
| 1.ª                                                                              | 2020          | 0             | 0  | 0  | 0  | 0  | 0  | 0 | 0 | 0  | 0  |   |
| Total club                                                                       | Total club    | 0             | 0  | 0  | 0  | 0  | 0  | 2 | 0 | 2  | 0  |   |
| Total carrera                                                                    | Total carrera | Total carrera | 56 | 1  | 16 | 2  | 12 | 0 | 7 | 0  | 91 | 3 |
| (1) Incluye datos de la Copa de Brasil (2) Incluye datos de la Copa Libertadores |               |               |    |    |    |    |    |   |   |    |    |   |

## Palmarés

### Títulos estatales
| Título              | Club      | Estado    | Año  |
| ------------------- | --------- | --------- | ---- |
| Campeonato Paulista | Palmeiras | São Paulo | 2020 |

### Títulos nacionales
| Título         | Club      | País   | Año  |
| -------------- | --------- | ------ | ---- |
| Serie B        | Botafogo  | Brasil | 2015 |
| Copa de Brasil | Palmeiras | Brasil | 2020 |

### Títulos internacionales
| Título            | Club (*)        | País           | Año  |
| ----------------- | --------------- | -------------- | ---- |
| Copa Libertadores | S. E. Palmeiras | Río de Janeiro | 2020 |